# هيرويوكي سوغيموتو
هيرويوكي سوغيموتو (باليابانية: 杉本 裕之) (6 أكتوبر 1986 في إروما في اليابان – )؛ هو لاعب كرة قدم ياباني سابق كان يلعب كمهاجم.

## وصلات خارجية
- هيرويوكي سوغيموتو على موقع رابطة كرة القدم اليابانية للمحترفين (اليابانية)
- هيرويوكي سوغيموتو على موقع قاعدة بيانات كرة القدم.إي يو (الإنجليزية)
- هيرويوكي سوغيموتو على موقع Soccerway.com (الإنجليزية)